# Papi Khomane
Papi Khomane (Sudáfrica, 31 de enero de 1975-Provincia de KwaZulu-Natal, Sudáfrica, 25 de noviembre de 2023) fue un futbolista de Sudáfrica que jugó en la posición de defensa.

## Carrera

### Club
| Periodo   | Club            | Apariciones | Goles |
| --------- | --------------- | ----------- | ----- |
| 1994-1998 | Jomo Cosmos     | 91          | 0     |
| 1998–2007 | Orlando Pirates | 151         | 0     |

### Selección nacional
Jugó para Sudáfrica en nueve ocasiones de 1998 a 2000 y fue tercer lugar en la Copa Africana de Naciones 2000.

## Muerte
Khomane murió en un accidente de tráfico cuando viajaba por la provincia de KwaZulu-Natal el 25 de noviembre de 2023. En el accidente también murieron su madre y su hermanastro.

## Logros
- Premier Soccer League (2): 2000/01, 2002/03
- MTN 8 (1): 2000
- Segunda División de Sudáfrica (1): 1994
- Vodacom Challenge (1): 1999